# Tijdlijn van de ruimtevaart (1980-1999)
Hieronder een tijdlijn van gebeurtenissen in de ruimtevaart in de periode van 1980 tot en met 1999.

## 1980tot1999
| 12 april     | 1981 | Het Amerikaanse ruimteveer Columbia maakt vanaf Cape Canaveral met succes zijn eerste vlucht. Gelanceerd aan twee enorme boosterraketten is dit ruimtevliegtuig na een aantal aardomwentelingen in staat voorwerpen in de ruimte te plaatsen of binnen te halen, en daarna op eigen kracht een landing uit te voeren. |
| 1 maart      | 1982 | De Russische Venera 13 analyseert als eerste een bodemmonster op Venus. |
| 24 januari   | 1983 | Lancering van de tweede Nederlandse satelliet, IRAS (InfraRood Astronomische Satelliet). De IRAS wordt in de Verenigde Staten gelanceerd met een Delta-raket. Als eerste maakt de IRAS een kaart van een groot aantal infraroodbronnen aan het firmament. Deze exploratie moet na ongeveer tien maanden noodgedwongen eindigen wanneer de vloeibare helium, die de telescoop moet koelen, verbruikt is. |
| 24 augustus  | 1989 | Het onbemande Amerikaanse ruimtevaartuig Voyager 2 vliegt langs de planeet Neptunus. Hij is al twaalf jaar onderweg en heeft zeven miljard kilometer afgelegd. De informatie die de Voyager 2 tijdens zijn bezoeken aan planeten naar de aarde seint, doet de astronomen versteld staan. Na nog enige maanden foto's van diverse planeten naar de aarde gezonden te hebben, reist het ruimteschip verder op weg om het zonnestelsel te verlaten. Pas over 40.000 jaar zal Voyager 2 de eerste ster bereiken. |
| 29 april     | 1985 | Lodewijk van den Berg gaat als eerste Nederlander de ruimte in aan boord van de Spaceshuttle Challenger, missie STS-51-B. Na ruim 7 dagen (7d 00h 08m) in de ruimte landde hij op 6 mei weer op aarde. |
| 17 september | 1985 | De Sovjet-Unie lanceert de bemande Sojoez T-14 met aan boord de ruimtevaarders Vladimir Vasjoetin, Georgi Gretsjko en Alexander Volkov. Zij vormen de 9e expeditiebemanning die zal verblijven aan boord van ruimtestation Saljoet 7. De Saljoet 7 is op dit moment reeds gedurende meer dan drie maanden bemand door Vladimir Dzjanibekov en Viktor Savinych (de 8e expeditie). |
| 30 oktober   | 1985 | De Nederlander Wubbo Ockels verblijft, samen met vijf Amerikaanse en twee Duitse ruimtevaarders, een week aan boord van het Amerikaanse ruimteveer Challenger en het Europese ruimtelaboratorium Spacelab dat in de laadruimte van de ruimteveer ligt. Ockels wordt daarmee de tweede Nederlander in de ruimte. |
| 28 januari   | 1986 | Op 28 januari 1986 wordt onder grote publieke belangstelling de Challenger gelanceerd. Aan boord zijn zeven bemanningsleden. Onder hen is een burger: de 37-jarige onderwijzeres Christa McAuliffe. Al tijdens de eerste seconden van de vlucht lekken er hete gassen uit de rechter stuwraket, als gevolg van een defecte rubberen O-ring die de buitenste afdichting vormt tussen onderste deel en de rest van de stuwraket. De hete gassen lekken tegen de externe brandstoftank, en ruim 73 seconden na de lancering explodeert deze. De Challenger wordt uit elkaar gerukt en de bemanning vindt daarbij de dood. Er wordt een uitgebreid onderzoek ingesteld naar het ongeluk waarbij tevens het management van het Spaceshuttle programma tegen het licht wordt gehouden. Pas 2 jaar en 8 maanden later, nadat de constructie van de stuwraketten van de overgebleven Space Shuttles is gewijzigd, en onder andere een aantal veranderingen zijn doorgevoerd in de organisatie van het Space Shuttle-programma, vindt de volgende lancering van een Space Shuttle plaats. |
| 20 februari  | 1986 | Lancering eerste deel van Sovjet-ruimtestation Mir, dat tot 23 maart 2001 in een baan om de aarde draait. |
| 3 mei        | 1986 | De lancering van weersatelliet GOES-G mislukt wanneer de hoofdmotor van de Delta-raket vroegtijdig uitvalt. Extra pijnlijk voor NASA was dat het hun eerste lancering sinds het Challenger-ongeluk was. |
| 7 september  | 1988 | De ruimtevaarders Vladimir Ljachov en Abdul Ahad Mohmand (uit Afghanistan) landen op aarde in de Sojoez TM-5. Een paar dagen eerder zijn ze losgekoppeld van ruimtestation Mir, na een intensieve week vol onderzoek en experimenten. Ze zijn op 29 augustus gelanceerd vanaf Bajkonoer in Kazachstan samen met Valeri Poljakov, een arts die een aantal maanden onderzoek gaat uitvoeren aan boord van de Mir. De terugkeer naar de aarde van Ljachov en Mohmand levert aanzienlijke problemen op. Ze doen twee pogingen om op aarde te landen, maar die mislukken. De derde poging slaagt vandaag, en maar net op tijd. Ze zijn ternauwernood aan de dood ontsnapt, want enkele uren later zouden ze zijn gestikt door de kooldioxide die zich in hun cabine had gevormd en opgehoopt. |
| 29 september | 1988 | Lancering van de Spaceshuttle Discovery (STS-26), de eerste Space Shuttle-vlucht sinds de ramp met de Challenger |
| 24 maart     | 1992 | Van 24 maart tot 2 april cirkelt de Vlaming Dirk Frimout samen met zes Amerikaanse ruimtevaarders in de Spaceshuttle Atlantis om de aarde. Hij wordt hiermee de eerste Belgische ruimtevaarder. |
| 17 februari  | 1996 | Lancering van NEAR, een ruimtesonde die de planetoïde Eros gaat bezoeken. Deze ruimtesonde wordt later omgedoopt tot NEAR Shoemaker, genoemd naar de overleden geoloog en kometenjager Eugene Shoemaker. De sonde gaat daadwerkelijk een baan beschrijven rondom Eros, een van de vele planetoïden tussen Mars en Jupiter. Eros, die in 1898 als 433e planetoïde werd ontdekt, heeft een vreemde langgerekte vorm en is een planetoïde die soms dicht bij de aarde komt. |
| 4 juni       | 1996 | De eerste vlucht van de Ariane V is geen succes. Men laat de raket exploderen omwille van een computerstoring. |
| 31 maart     | 1997 | De missie van Pioneer 10 wordt officieel als beëindigd beschouwd. De sonde heeft op dat moment de buitenste regionen van het zonnestelsel bereikt. Met een geschatte snelheid van 150.000 kilometer per uur vliegt het verder het heelal in. |
| 4 april      | 1997 | De Spaceshuttle Columbia wordt gelanceerd vanaf Cape Canaveral voor een verwachte missie van 16 dagen, maar een defecte elektriciteitsgenerator dwingt de shuttle vier dagen later weer terug te keren. |
| 4 juli       | 1997 | De Amerikaanse ruimtesonde Pathfinder landt op Mars. |
| 7 november   | 1998 | John Glenn keert terug van zijn tweede ruimtevlucht. Met zijn 77 jaar is hij de oudste mens die ooit in de ruimte is geweest. Het wetenschappelijk etiket dat op zijn aanwezigheid wordt geplakt, is het doen van onderzoek naar de effecten van een ruimtevlucht op oudere mensen. |
| 20 november  | 1998 | Lancering van de eerste delen van het internationale ruimtestation ISS (International Space Station). |
| 2 augustus   | 1999 | De Amerikaanse satelliet Lunar Prospector stort met succes neer op de maan. De crash is geheel gepland. |
| 27 augustus  | 1999 | De laatste ruimtevaarders vertrekken uit het Russisch ruimtestation Mir. Het station wordt afgeschreven, ook wordt de ruimtevaart te duur voor de Russen. |
| 21 november  | 1999 | China lanceert vanaf de lanceerbasis Jiuquan, in het noordwesten van het land, met succes een onbemande ruimtecapsule, de Shenzhou (Goddelijk Schip). Het is de eerste in een reeks van vier onbemande testvluchten. Daarna zullen bemande ruimtevluchten worden uitgevoerd. De capsule maakt na 14 omwentelingen een veilige landing in Binnen-Mongolië. |